# Dzień Skarbowości
Dzień Skarbowości – polskie święto obchodzone 31 lipca, od 2008 na podstawie zarządzenia Ministra Finansów, a od 2010 roku na podstawie ustawy, od 2017 roku zastąpione przez Dzień Krajowej Administracji Skarbowej obchodzony corocznie 21 września.
Dzień ten nie jest dniem wolnym od pracy.
Data ta upamiętnia uchwalenie ustawy z 31 lipca 1919 roku o tymczasowej organizacji władz i urzędów skarbowych.
Według Ministra Finansów Jacka Rostowskiego utworzenie tego Dnia ma na celu ”zintegrowanie środowiska administracji skarbowej i budowanie wspólnej tożsamości tej grupy zawodowej”.

Dzień Skarbowości jest świętem wszystkich urzędników, inspektorów, naczelników i pracowników izb i urzędów skarbowych oraz urzędów kontroli skarbowej.